# Scots Dumpy
Scots Dumpy(også Scots Dumpie) er en gammel sjælden hønserace, der stammer fra Skotland. Racen er avlet til at blive tæt på hjemmet. Den er kraftigt bygget og har meget korte ben, voksne høns er således under 5 cm fra jorden, når de står op.
Det er en medgørlig race, som skulle give godt kød.

## Farvevariationer
Der er ingen fastlagt farvevariation, da hovedkriteriet for racen er de korte ben, men de mest almindelige farver er:
- Sort
- Hvid
- Sorthvid stribet